# Maison de Victor Hugo
Maison de Victor Hugo (Dům Victora Huga) je muzeum v Paříži. Nachází se ve 4. obvodu na Place des Vosges č. 6 v paláci Hôtel de Rohan-Guémené. Muzeum s plochou 260 m2 je věnováno životu a dílu Victora Huga, který zde žil v letech 1832–1848. Muzeum spravuje město Paříž. Vstupné do stálé expozice se neplatí. Muzeum spravuje též Hugův Hauteville House.

## Historie
V roce 1832 se Victor Hugo s rodinou odstěhoval z Rue Jean-Goujon a pronajal si byt ve druhém patře v paláci Hôtel de Rohan-Guémené. Během 16 let, které zde žil, zde přijímal přátele jako byli Alphonse de Lamartine, Alfred de Vigny, Alexandre Dumas, Honoré de Balzac, Prosper Mérimée nebo Charles Augustin Sainte-Beuve.
Ve své pracovně napsal značnou část svých zásadních děl: Lukrecia Borgia, Purkrabí, Ruy Blas, Marie Tudorovna, Zpěvy soumraku, Vnitřní hlasy, Paprsky a stíny, velkou část Bídníků, začátek Legendy věků a Kontemplací. Během svého pobytu v tomto domě byl zvolen do Francouzské akademie, jmenován francouzským pairem a poslancem za Paříž.
Poté, co se v roce 1848 odstěhoval, prošel byt různými změnami, které nedovolují přesněji rekonstruovat původní vzhled. Byla odstraněna chodba a balkon, i když plocha bytu zůstala zachována. Rovněž prodej majetku rodiny v dražbě v roce 1852 neumožňuje věrně rekonstruovat vybavení. V roce 1873 získalo část paláce město Paříž a spisovatel a vykonavatel Hugovy pozůstalosti Paul Meurice věnoval darem vybavení a inicioval zřízení spisovatelova muzea v roce 1902 u příležitosti výročí jeho 100. narození. Muzeum bylo pro veřejnost otevřeno 30. června 1903.

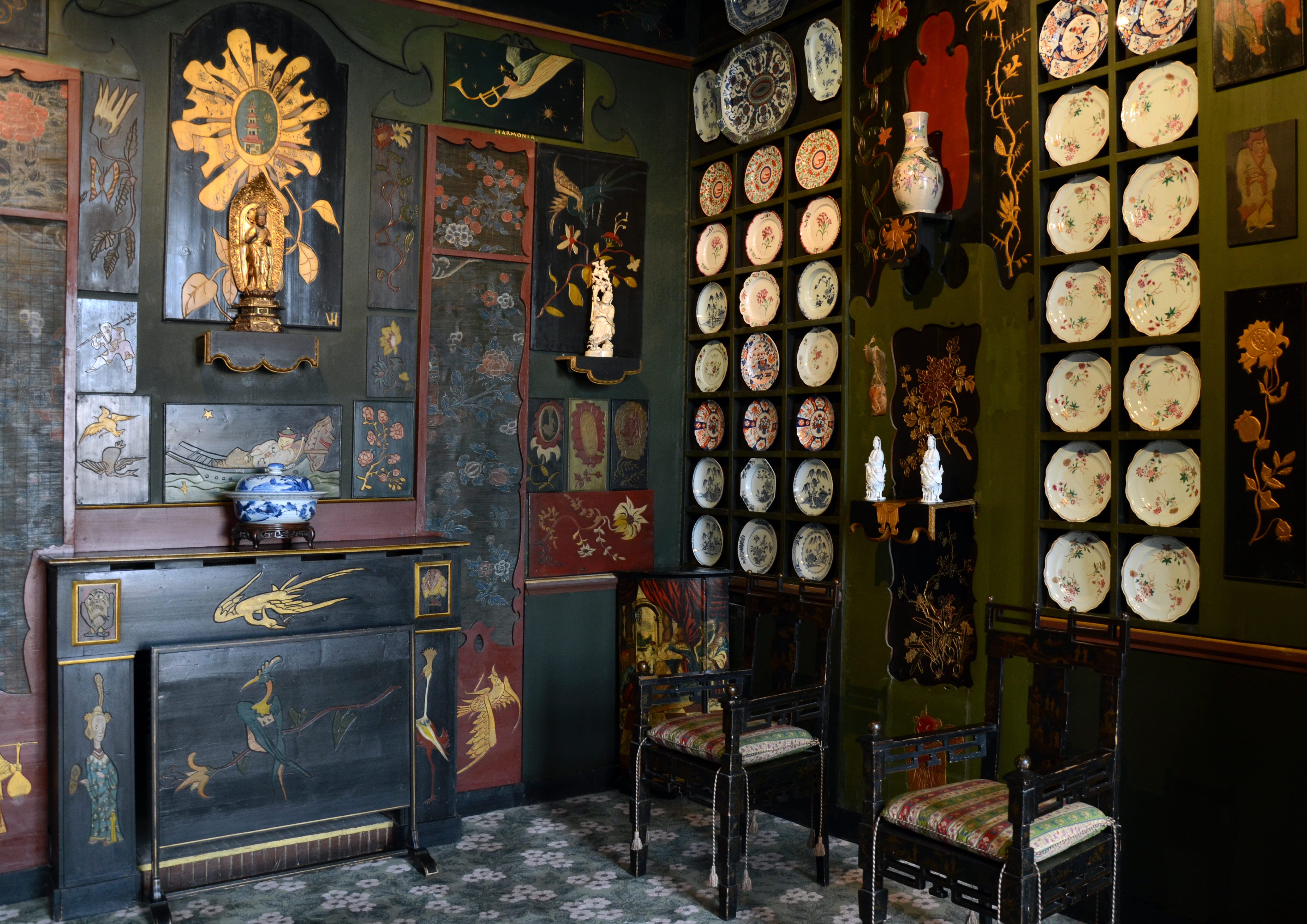
Čínský salón

## Expozice
Muzeum představuje spisovatelův byt ve druhém patře a několik výstavních sálů v prvním patře. Byt má sedm místností, které postupně představují spisovatelův život před exilem, během exilu a po něm. Předpokoj představuje jeho dětství, první roky manželství s Adèle Foucher, červený salón ukazuje jeho pobyt v tomto paláci pomocí obrazů a různých dokumentů doplněné Hugovou bustou sochaře Davida d'Angerse.
Čínský salón a dva následující pokoje představují exil v letech 1852–1870. Jeden z pokojů ukazuje pobyt na Guernsey a mnoho fotografií, které pořídil jeho syn Charles Hugo a Auguste Vacquerie během jeho exilu na Jersey v letech 1852–1855.
Předposlední místnost ukazuje návrat rodiny do Paříže v roce 1870 a poslední roky spisovatelova života v jeho bytě na Avenue d'Eylau, kde bydlel od roku 1878. Zde je umístěn původní nábytek. Poslední sál byl postaven do podoby úmrtního pokoje roku 1885 na Avenue d'Eylau.
Místnosti v prvním patře pravidelně nabízejí dočasné výstavy a obměňuje se zde 600 výkresů ze 3000, které Hugo za svého života vytvořil. Představují architektonické prvky a náměty moře.
V přízemí se nachází kabinet rytin a knihovna obsahující 11 000 tisků o životě a díle Victora Huga, které jsou otevřeny pro vědeckou veřejnost.